# Discografia de Daft Punk
A discografia de Daft Punk, uma dupla de musica eletrônica, consiste em quatro álbuns de estúdio, dois álbuns ao vivo, três álbuns de remixes, uma coletânea musical, um álbum de trilha sonora, vinte e três singles e dezenove videoclipes. Os músicos nascidos em Paris Guy-Manuel de Homem-Christo e Thomas Bangalter se conheceram em 1987, já que ambos estudaram na mesma escola. Seu primeiro lançamento como Daft Punk foi o single "The New Wave" em 1994 pela gravadora Soma Quality Recordings. A dupla assinou com a Virgin Records em 1996 e continuou a trabalhar nas faixas para o seu álbum de estreia Homework, lançado em 1997.
Seu segundo álbum, Discovery, foi lançado em 2001. A produção foi simultaneamente feita com Interstella 5555: The 5tory of the 5ecret 5tar 5ystem, um filme animado apresentando o álbum como sua trilha sonora. Daft Punk colaborou com Leiji Matsumoto, o qual serviu como supervisor visual. Mais tarde, em 2001, a dupla lançou o álbum ao vivo Alive 1997.
O terceiro álbum de estúdio da dupla, Human After All, foi lançado em 2005. Daft Punk subsequentemente focou na direção dos videoclipes para o álbum. A filmagem do material para um eventual vídeo cancelado foi retrabalhado e expandido para criar o filme Daft Punk's Electroma. O filme fez sua aparição de estreia em 2006. Durante o mesmo ano, a antologia de Daft Punk Musique Vol. 1 1993–2005 foi lançada. No verão de 2006, a dupla apresentou um live set bem-recebido, seguido por uma série de shows que enventualmente permitiu a uma turnê mundial em 2007. Uma gravação de uma das performances foi lançada como o álbum Alive 2007. A dupla compôs a trilha para o filme Tron: Legacy e em 2010 lançaram o álbum da trilha sonora do filme.

## Álbuns

### Álbuns de estúdio
| Ano                                                                            | Detalhes do álbum | Melhores posições nas paradas | Melhores posições nas paradas | Melhores posições nas paradas | Melhores posições nas paradas | Melhores posições nas paradas | Melhores posições nas paradas | Melhores posições nas paradas | Melhores posições nas paradas | Melhores posições nas paradas | Certificações (limiares de vendas) |
| Ano                                                                            | Detalhes do álbum | FRA                           | AUS                           | CAN                           | FIN                           | ALE                           | SUE                           | RU                            | EUA                           | EUA Elec                      | Certificações (limiares de vendas) |
| ------------------------------------------------------------------------------ | --- | ----------------------------- | ----------------------------- | ----------------------------- | ----------------------------- | ----------------------------- | ----------------------------- | ----------------------------- | ----------------------------- | ----------------------------- | ---------------------------------- |
| 1997                                                                           | Homework - Lançado: 20 de janeiro de 1997 - Gravadora: Virgin Records - Formatos: CD, CS, LP                            | 3                             | 37                            | 15                            | 34                            | 48                            | 16                            | 8                             | 150                           | —                             | - RU: Platina                      |
| 2001                                                                           | Discovery - Lançado: 13 de março de 2001 - Gravadora: Virgin Records - Formatos: CD, CS, LP                             | 2                             | 7                             | 2                             | 16                            | 5                             | 7                             | 2                             | 44                            | 3                             | - SUI: Ouro                        |
| 2005                                                                           | Human After All - Lançado: 9 de março de 2005 - Gravadora: Virgin Records - Formatos: CD, CS, LP                        | 3                             | 36                            | —                             | —                             | 38                            | 30                            | 10                            | 98                            | 1                             | - RU: Prata                        |
| 2013                                                                           | Random Access Memories - Lançado: 21 de maio de 2013 - Gravadora: Columbia Records - Formatos: CD, LP, Download digital | 1                             | 1                             | 1                             | 1                             | 1                             | 1                             | 1                             | 1                             | 1                             | - SUI: Platina                     |
| "—" indica álbuns que não atingiram as paradas musicais ou não foram lançadas. | |                               |                               |                               |                               |                               |                               |                               |                               |                               |                                    |

### Outros álbuns
| Ano                                                                            | Detalhes do álbum | Melhores posições nas paradas | Melhores posições nas paradas | Melhores posições nas paradas | Melhores posições nas paradas | Melhores posições nas paradas | Melhores posições nas paradas | Melhores posições nas paradas | Melhores posições nas paradas | Melhores posições nas paradas | Certificações (limiares de vendas) |
| Ano                                                                            | Detalhes do álbum | FRA                           | AUS                           | BEL                           | ALE                           | HOL                           | SUI                           | RU                            | EUA                           | EUA Elec                      | Certificações (limiares de vendas) |
| ------------------------------------------------------------------------------ | --- | ----------------------------- | ----------------------------- | ----------------------------- | ----------------------------- | ----------------------------- | ----------------------------- | ----------------------------- | ----------------------------- | ----------------------------- | ---------------------------------- |
| 2001                                                                           | Alive 1997 (álbum ao vivo) - Lançado: 6 de novembro de 2001 - Gravadora: Virgin Records - Formatos: CD, LP           | 25                            | —                             | —                             | —                             | —                             | —                             | —                             | —                             | —                             |                                    |
| 2003                                                                           | Daft Club (álbum de remix) - Lançado: 1 de dezembro de 2003 - Gravadora: Virgin Records - Formatos: CD, LP           | 130                           | —                             | —                             | —                             | —                             | —                             | —                             | —                             | 8                             |                                    |
| 2006                                                                           | Human After All: Remixes (álbum de remix) - Lançado: 29 de março de 2006 - Gravadora: Toshiba-EMI - Formatos: CD     | —                             | —                             | —                             | —                             | —                             | —                             | —                             | —                             | —                             |                                    |
| 2006                                                                           | Musique Vol. 1 1993-2005 (coletânea) - Lançado: 29 de março de 2006 - Gravadora: Virgin Records - Formatos: CD       | —                             | 47                            | —                             | 90                            | —                             | —                             | 34                            | —                             | 6                             | - RU: Ouro                         |
| 2007                                                                           | Alive 2007 (álbum ao vivo) - Lançado: 19 de novembro de 2007 - Gravadora: Virgin Records - Formatos: CD              | 2                             | 14                            | 4                             | —                             | 47                            | 17                            | 86                            | 169                           | 1                             | - RU: Prata                        |
| 2010                                                                           | Tron: Legacy (trilha sonora) - Lançado: 6 de dezembro de 2010 - Gravadora: Walt Disney Records - Formatos: CD        | 27                            | 17                            | 14                            | 17                            | 83                            | 21                            | 39                            | 4                             | 1                             | - RU: Ouro                         |
| 2011                                                                           | Tron: Legacy Reconfigured (álbum de remix) - Released: 5 de abril de 2011 - Label: Walt Disney Records - Formats: CD | —                             | 64                            | —                             | —                             | —                             | —                             | 59                            | 16                            | 2                             |                                    |
| "—" indica álbuns que não atingiram as paradas musicais ou não foram lançadas. | |                               |                               |                               |                               |                               |                               |                               |                               |                               |                                    |

## Singles
| Ano                                                                             | Single                                           | Melhores posições nas paradas | Melhores posições nas paradas | Melhores posições nas paradas | Melhores posições nas paradas | Melhores posições nas paradas | Melhores posições nas paradas | Melhores posições nas paradas | Melhores posições nas paradas | Melhores posições nas paradas | Melhores posições nas paradas | Melhores posições nas paradas | Certificações     | Álbum                  |
| Ano                                                                             | Single                                           | FRA                           | AUS                           | CAN                           | FIN                           | ALE                           | ITA                           | SUE                           | RU                            | EUA                           | US Dance Play                 | US Dance Sales                | Certificações     | Álbum                  |
| ------------------------------------------------------------------------------- | ------------------------------------------------ | ----------------------------- | ----------------------------- | ----------------------------- | ----------------------------- | ----------------------------- | ----------------------------- | ----------------------------- | ----------------------------- | ----------------------------- | ----------------------------- | ----------------------------- | ----------------- | ---------------------- |
| 1994                                                                            | "The New Wave"/"Assault"/"Alive"                 | —                             | —                             | —                             | —                             | —                             | —                             | —                             | —                             | —                             | —                             | —                             |                   | Homework               |
| 1996                                                                            | "Da Funk"/"Musique"/"Rollin' & Scratchin'"       | 7                             | 31                            | —                             | 16                            | —                             | —                             | 33                            | 7                             | 108                           | 1                             | 26                            | - FRA: Prata      | Homework               |
| 1997                                                                            | "Around the World"                               | 5                             | 11                            | 25                            | 9                             | 16                            | 1                             | 20                            | 5                             | 61                            | 1                             | 12                            | - RU: Platina     | Homework               |
| 1997                                                                            | "Burnin'"                                        | 29                            | —                             | —                             | 20                            | —                             | —                             | —                             | 30                            | —                             | —                             | —                             |                   | Homework               |
| 1998                                                                            | "Revolution 909"                                 | 50                            | —                             | —                             | —                             | —                             | —                             | —                             | 47                            | —                             | 12                            | —                             |                   | Homework               |
| 2000                                                                            | "One More Time"                                  | 1                             | 10                            | 1                             | 8                             | 7                             | 2                             | 26                            | 2                             | 61                            | 1                             | 2                             | - SUI: Ouro       | Discovery              |
| 2001                                                                            | "Aerodynamic"                                    | 34                            | —                             | —                             | 19                            | —                             | —                             | —                             | 1101                          | —                             | —                             | —                             |                   | Discovery              |
| 2001                                                                            | "Digital Love"                                   | 33                            | 67                            | —                             | —                             | 85                            | —                             | —                             | 14                            | —                             | 9                             | —                             | - RU: Prata       | Discovery              |
| 2001                                                                            | "Harder, Better, Faster, Stronger"               | 17                            | —                             | —                             | —                             | —                             | —                             | —                             | 25                            | —                             | 3                             | —                             | - RU: Ouro        | Discovery              |
| 2003                                                                            | "Face to Face" (EP promocional)                  | —                             | —                             | —                             | —                             | —                             | —                             | —                             | —                             | —                             | 1                             | —                             |                   | Discovery              |
| 2003                                                                            | "Something About Us" (EP promocional)            | 93                            | —                             | —                             | —                             | —                             | —                             | —                             | 138                           | —                             | —                             | —                             |                   | Discovery              |
| 2005                                                                            | "Robot Rock"                                     | 79                            | —                             | —                             | 12                            | 100                           | 42                            | —                             | 32                            | —                             | 15                            | 7                             |                   | Human After All        |
| 2005                                                                            | "Technologic"                                    | —                             | 64                            | —                             | —                             | 82                            | —                             | 29                            | 40                            | 116                           | 10                            | 9                             |                   | Human After All        |
| 2005                                                                            | "Human After All" (EP promocional)               | 93                            | —                             | —                             | —                             | —                             | —                             | —                             | —                             | —                             | —                             | —                             |                   | Human After All        |
| 2006                                                                            | "The Prime Time of Your Life"                    | —                             | —                             | —                             | —                             | —                             | —                             | —                             | —                             | —                             | —                             | —                             |                   | Human After All        |
| 2007                                                                            | "Harder, Better, Faster, Stronger (Alive 2007)"  | 19                            | 43                            | —                             | —                             | —                             | —                             | —                             | 129                           | —                             | —                             | —                             |                   | Alive 2007             |
| 2010                                                                            | "Derezzed" (single de pré-encomenda do iTunes)   | 81                            | 92                            | —                             | —                             | —                             | —                             | —                             | 158                           | 103                           | —                             | —                             | - EUA: Ouro       | Tron: Legacy           |
| 2013                                                                            | "Get Lucky" (com Pharrell Williams)              | 1                             | 1                             | 1                             | 2                             | 1                             | 1                             | 1                             | 1                             | 2                             | 1                             | 1                             | - SUI: 3× Platina | Random Access Memories |
| 2013                                                                            | "Lose Yourself to Dance" (com Pharrell Willians) | 31                            | —                             | —                             | —                             | —                             | 17                            | 42                            | 49                            | —                             | 1                             | —                             | - RU: Prata       | Random Access Memories |
| 2013                                                                            | "Doin It Right" (com Panda Bear)                 | 63                            | —                             | —                             | —                             | —                             | —                             | —                             | —                             | —                             | —                             | —                             | - EUA: Platina    | Random Access Memories |
| 2013                                                                            | "Instant Crush" (com Julian Casablancas)         | 4                             | —                             | —                             | —                             | —                             | —                             | 37                            | —                             | —                             | —                             | —                             | - RU: Prata       | Random Access Memories |
| 2014                                                                            | "Give Life Back to Music"                        | 23                            | —                             | —                             | —                             | —                             | —                             | 35                            | —                             | —                             | 9                             | —                             |                   | Random Access Memories |
| "—" indica singles que não atingiram as paradas musicais ou não foram lançadas. |                                                  |                               |                               |                               |                               |                               |                               |                               |                               |                               |                               |                               |                   |                        |

1 Aerodynamic atingiu as paradas musiciais no UK Singles Chart somente através de importações.

## Videoclipes
| Ano  | Título                                                     | Diretor(es)                                                                     |
| ---- | ---------------------------------------------------------- | ------------------------------------------------------------------------------- |
| 1996 | "Da Funk"                                                  | Spike Jonze                                                                     |
| 1997 | "Around the World"                                         | Michel Gondry                                                                   |
| 1997 | "Burnin'"                                                  | Seb Janiak                                                                      |
| 1998 | "Revolution 909"                                           | Roman Coppola                                                                   |
| 1999 | "Fresh"                                                    | Daft Punk                                                                       |
| 2001 | "One More Time"                                            | Kazuhisa Takenouchi                                                             |
| 2001 | "Aerodynamic"                                              | Kazuhisa Takenouchi                                                             |
| 2001 | "Digital Love"                                             | Kazuhisa Takenouchi                                                             |
| 2001 | "Harder, Better, Faster, Stronger"                         | Kazuhisa Takenouchi                                                             |
| 2003 | "Something About Us"                                       | Kazuhisa Takenouchi                                                             |
| 2004 | "Face to Face"                                             | Kazuhisa Takenouchi                                                             |
| 2005 | "Robot Rock"                                               | Daft Punk                                                                       |
| 2005 | "Technologic"                                              | Daft Punk                                                                       |
| 2006 | "The Prime Time of Your Life"                              | Tony Gardner                                                                    |
| 2006 | "Robot Rock (Maximum Overdrive)"                           | Daft Punk & Cédric Hervet                                                       |
| 2007 | "Harder, Better, Faster, Stronger (Alive Radio Edit 2007)" | Olivier Gondry                                                                  |
| 2010 | "Derezzed"                                                 | Warren Fu                                                                       |
| 2013 | "Lose Yourself to Dance"                                   | Thomas Bangalter, Guyman de Homem-Christo, Warren Fu, Paul Hahn & Cedric Hervet |
| 2013 | "Instant Crush"                                            | Warren Fu                                                                       |

Nota: Embora comercializados e transmitidos na televisão como videoclipes, os vídeos de Discovery foram na verdade clipes de Interstella 5555, um filme produzido como um componente visual para o álbum. Pôde ser dito, então, que todas as canções de Discovery foram feitas dentro de vídeos, mas apenas as seis listadas acima foram lançadas como vídeos promocionais.

## Cinema e vídeo
| Ano  | Título |
| ---- | --- |
| 1999 | D.A.F.T. - A Story About Dogs, Androids, Firemen and Tomatoes - Lançado: 15 de novembro de 1999 - Notas: Coleção de videoclipes, comentários em áudio, e filmagens do "making of". |
| 2003 | Interstella 5555: The 5tory of the 5ecret 5tar 5ystem - Lançado: 1 de dezembro de 2003 - Notas: Filme musical e realização visual do álbum Discovery.                              |
| 2007 | Daft Punk's Electroma - Lançado: 6 de junho de 2007 - Notas: Filme longa-metragem e direção de estreia de Daft Punk. Não apresenta nenhuma música de Daft Punk.                    |